# Jacquemontia robertsoniana
Jacquemontia robertsoniana är en vindeväxtart som beskrevs av Buril och Sim.-bianch. Jacquemontia robertsoniana ingår i släktet Jacquemontia och familjen vindeväxter. Inga underarter finns listade i Catalogue of Life.

## Bildgalleri

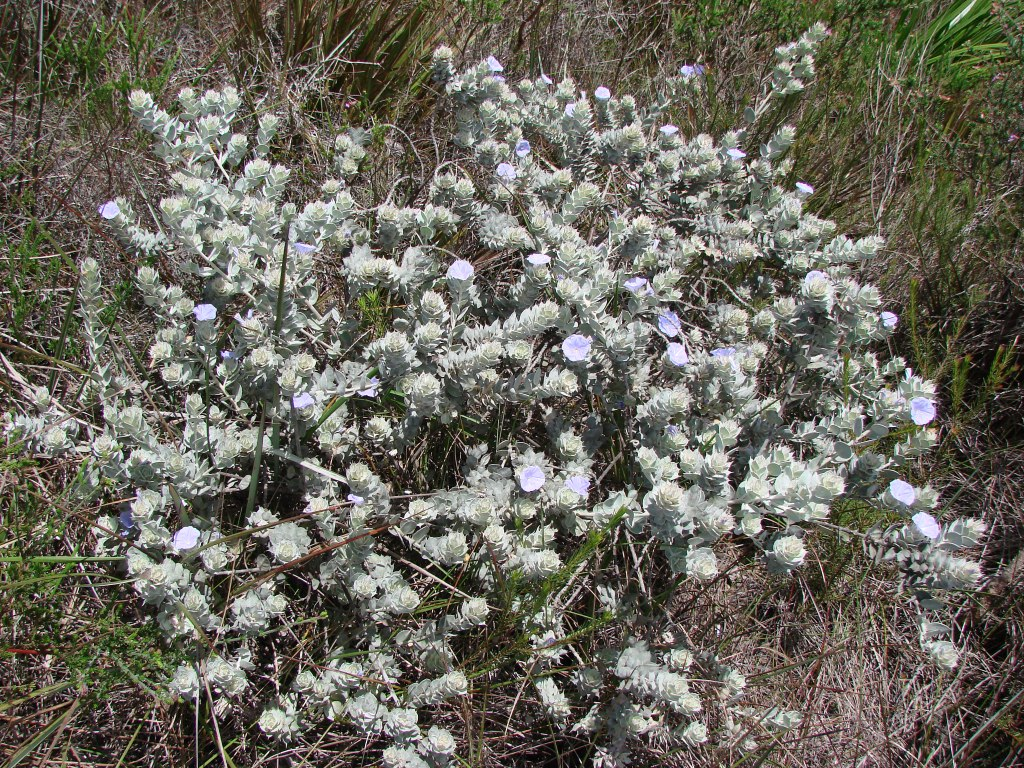
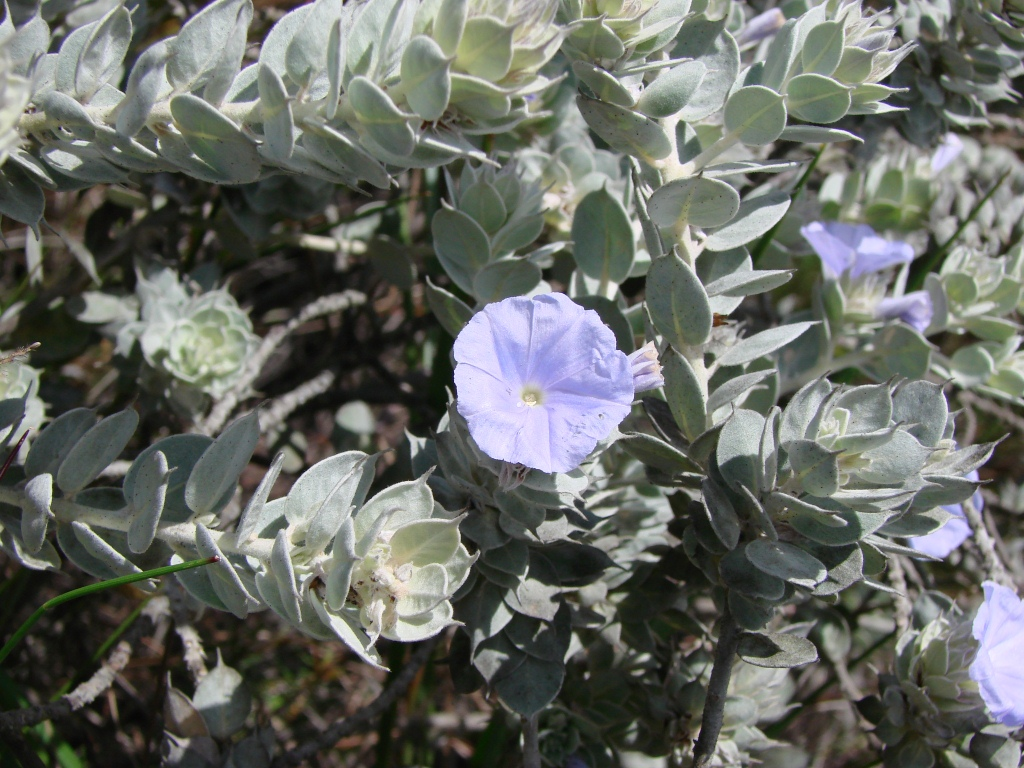
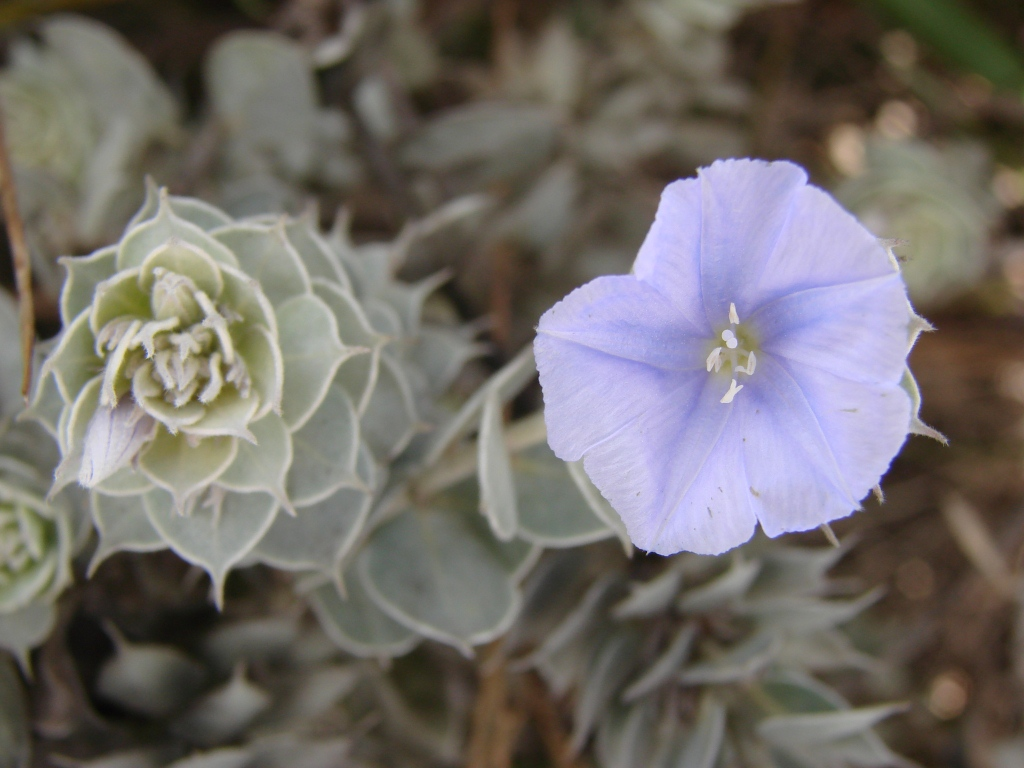